# Joseph Hermelin
Joseph Hermelin, född 22 april 1857 i Säby församling, Jönköpings län, död där 28 mars 1938, var en svensk friherre, godsägare och riksdagsman (högern).

## Biografi
Hermelin föddes 1857 som tredje barn till Axel Hermelin på Renstad och Theodora Eugenia Fjellstedt, som föddes i Bengalen under en av hennes faders, Peter Fjellstedt, bortavistelser. Ett av hans yngre syskon var Eric Hermelin. Hermelins ättegren var friherrlig sedan hans förfader Carl Hermelin varit riksråd. Genom dennes hustrus, Hedvig Ulrica Benzelstjernas, släkt var han ättling till flera ärkebiskopar i Svenska kyrkan och Bureättling.
Hermelin var arrendator till Ulfåsa i Östergötland. Efter sin fars godsägaren Axel Hermelins död 1915 blev han innehavare av Gripenbergs fideikommiss.
Hermelin slöt sig tidigt till den organiserade nykterhetsrörelsen, inom vilken han länge intog en framskjuten ställning, han var bland annat 1900–1918 ordförande i Sveriges Blåbandsförening. Han var ledamot av riksdagens andra kammare 1906–1909 för Aska, Dals och Bobergs domsagas valkrets, samt 1914 för Östergötlands läns södra valkrets.
Med sin första hustru Honorine, född von Koch, blev han far till två barn, däribland Honorine Hermelin. Med andra hustrun, Jane von Koch, dotter till häradshövding Fabian Vilhelm von Koch, fick han sju barn.